# Sinfonía n.º 7 (Haydn)

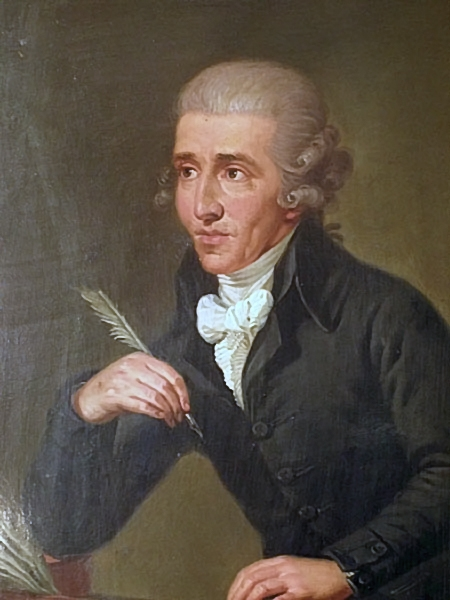
Haydn hacia 1770.

La Sinfonía n.º 7 en do mayor, Hob. I:7, subtitulada Le midi (El mediodía), fue compuesta por Joseph Haydn en 1761. Forma parte de una trilogía de sinfonías formada por la Sinfonía n.º 6 Le matin (La mañana), la n.º 7 Le midi (El mediodía) y la n.º 8 Le soir (La tarde), que escribió al inicio de su etapa como vice-kapellmeister al servicio del príncipe Pál II Antal Esterházy de Galánta.

## Historia

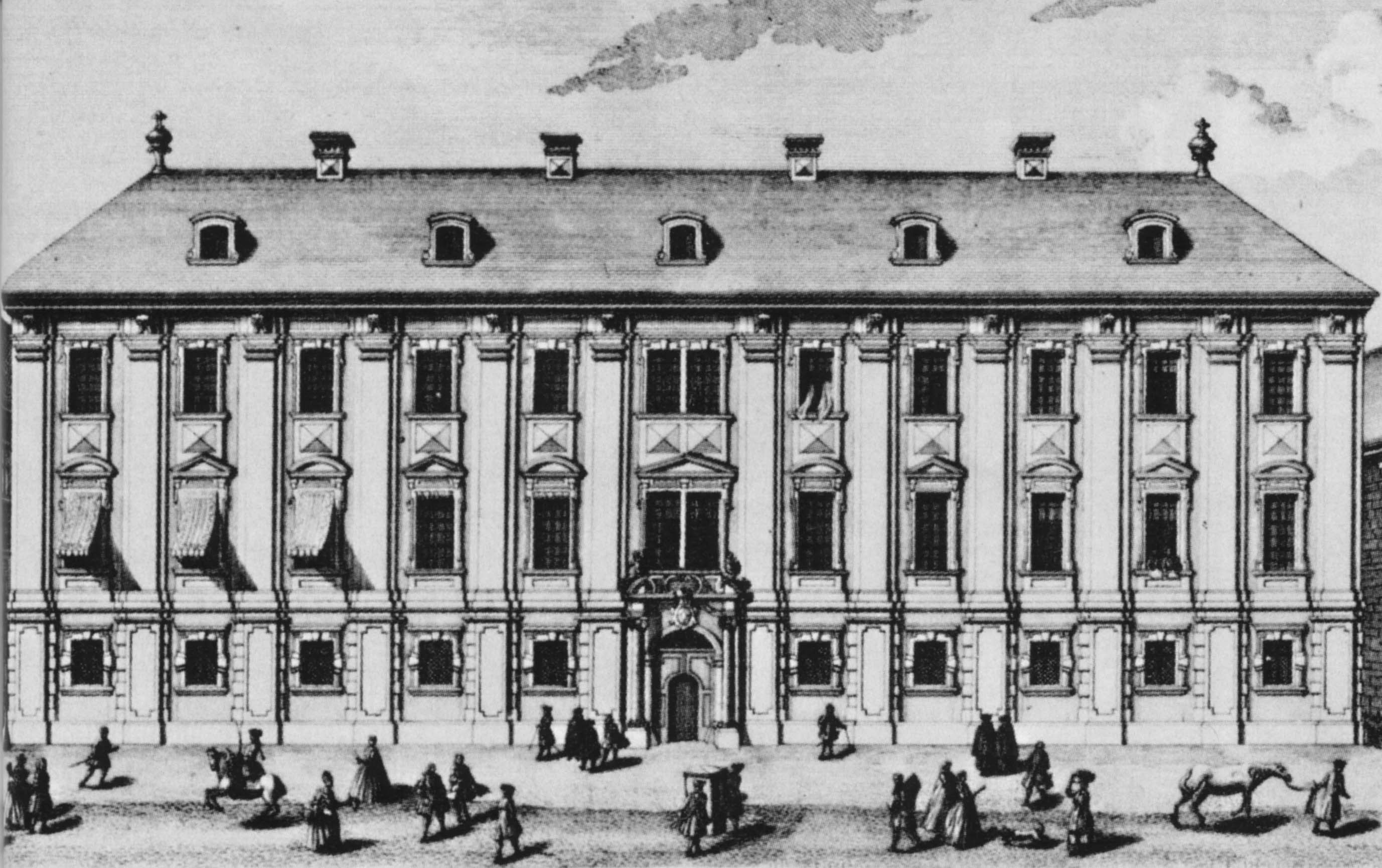
Palacio Esterházy en la Wallnerstraße de Viena, lugar del estreno de esta sinfonía.

La producción sinfónica del maestro austríaco puede dividirse a grandes rasgos en tres bloques temporales: el primer bloque (1757-1761) se corresponde con su periodo al servicio del conde Carl von Morzin (n.º 1 - n.º 5); el segundo bloque en la corte Esterházy (1761-1790 pero con la última sinfonía para el público de Esterházy en 1781); y el tercer bloque (1782-1795) comprende las Sinfonías de París (n.º 82 - n.º 87) y las Sinfonías de Londres (n.º 93 - n.º 104). El 1 de mayo de 1761 el compositor firmó su contrato como vice-kapellmeister (más tarde kapellmeister) de la familia Esterházy, que nominalmente duró 48 años, hasta su muerte.
La composición de esta pieza se desarrolló en 1761. Se conserva el manuscrito autógrafo fechado en ese año. Por aquel entonces el compositor tenía 29 años y estaba iniciando su periodo al servicio de la familia Esterházy. Sus primeras sinfonías de este periodo fueron: la Sinfonía n.º 6 Le matin (La mañana), la n.º 7 Le midi (El mediodía) y la n.º 8 Le soir (La tarde), que forman un tríptico que representa diferentes momentos del día y se conoce como "Die Tageszeiten" (Las horas del día). Es el único ciclo coherente dentro de su producción sinfónica. Aunque los subtítulos no fueron asignados por el propio compositor, sino por el príncipe Esterházy, fueron adoptados enseguida.

## Instrumentación
La partitura está escrita para una orquesta formada por:
- Viento madera: 2 flautas, 2 oboes, 1 fagot.
- Viento metal: 2 trompas en do.
- Cuerda: una sección de cuerdas con violines (2 solistas, 2 ripieno), viola, violonchelos (1 solista, 1 ripieno) y contrabajo (originalmente violone).
- Teclado: clavecín como bajo continuo.

En la partitura autógrafa de esta sinfonía, así como en las otras dos de la trilogía, aparece varias veces la indicación "bajo continuo", que conforme a la práctica interpretativa de la época indica con claridad un clavecín en el bajo continuo. Esta práctica era bastante habitual hacia 1760 incluso sin dicha anotación en la partitura. Sin embargo, en cuanto a la participación del clavecín como bajo continuo en las sinfonías de Haydn existen diversas opiniones entre los estudiosos: James Webster se sitúa en contra; Hartmut Haenchen a favor; Jamie James en su artículo para The New York Times presenta diferentes posiciones por parte de Roy Goodman, Christopher Hogwood, H. C. Robbins Landon y James Webster. A partir de 2019 la mayor parte de las orquestas con instrumentos modernos no utiliza el clavecín como continuo. No obstante, existen grabaciones con clavecín en el bajo continuo realizadas por: Trevor Pinnock (Sturm und Drang Symphonies, Archiv, 1989-1990); Nikolaus Harnoncourt (n.º 6–8, Das Alte Werk, 1990); Sigiswald Kuijken (incluidas las Sinfonías de París y Londres; Virgin, 1988-1995); Roy Goodman (Ej. n.º 1-25, 70-78, 82-87; Hyperion, 2002).

## Estructura y análisis
La sinfonía consta de cuatro movimientos:
- I. Adagio 4
4 – Allegro, en do mayor 3
4
- II. Recitativo, en do menor – Adagio, en sol mayor 4
4
- III. Menuet – Trio, en do mayor 3
4
- IV. Finale. Allegro, en do mayor 2
4

La interpretación de esta obra dura aproximadamente entre 20 y 25 minutos. Se estructura en cuatro movimientos, lo cual será habitual en las sinfonías clásicas. Si bien, hay quien interpreta que son cinco movimientos al considerar que el Recitativo y el Adagio siguiente son dos movimientos separados. Esta es la segunda de tres sinfonías consecutivas en las que Haydn sigue el transcurso del día. La principal intención del maestro austríaco en estas primeras composiciones para Esterházy parecía ser mostrar las habilidades de sus músicos, ya que cada sinfonía de esta trilogía está repleta de destacados solos y partes de gran virtuosismo. Muestra "rasgos del estilo concertante"; además, los primeros músicos de cada sección de cuerda "tienen solos" y a los vientos se les asignan partes bastante difíciles. Aunque presentan algunos elementos programáticos como la introducción del primer movimiento de Le matin que representa la salida del sol o el Finale de Le soir que evoca una tormenta, las sinfonías de este ciclo son de carácter abstracto, es decir, no representan nada concreto.

### I.Adagio–Allegro
El primer movimiento, Adagio – Allegro, está escrito en la tonalidad de do mayor, en compás de 4/4 que pasa a 3/4 en el Allegro y sigue la forma sonata. Se abre con una introducción lenta, marcada Adagio que es una marcha ceremonial. A diferencia de Le matin que evocaba claramente la salida del sol, aquí no está tan claro qué quiere reflejar relacionado con el mediodía. Lo que realmente está mostrando es el estilo sinfónico y operístico del pasado reciente. Tal vez Haydn estaba mostrando a su nuevo empleador, el príncipe Paul Anton Esterházy, que conocía muy bien las convenciones nobles barrocas, pero que también era capaz de añadir sus propios adornos personales. Los ritmos con puntillo de la introducción recuerdan el estilo de obertura francesa barroca, el tipo de música con la que Johann Sebastian Bach había iniciado sus Suites para orquesta. El movimiento propiamente dicho, marcado Allegro, presenta unas estructuras rítmicas y un uso del contrapunto que también resultan arcaicos, muy parecidos a una obertura operística de Georg Friedrich Händel. Sin embargo, los temas contrastan mucho más fuertemente que en el pasado. Entre los burbujeantes pasajes de tutti aparecen elaborados solos, sobre todo para dos violinistas, a los que responden varios otros intérpretes de cuerdas y instrumentos de viento.

### II.Recitativo. Adagio
El segundo movimiento, Recitativo. Adagio, está en do menor y luego pasa a sol mayor, en compás de 4/4. Haydn asigna el subtítulo Recitativo a un movimiento de Adagio con un pequeño núcleo Allegro, un despegue de la ópera seria con sus cambios repentinos de tempo y tonalidad. El extenso Recitativo en do menor al principio parece el acompañamiento de un aria no cantada, con las cuerdas flotando sin rumbo hacia arriba sin que suceda nada en primer plano. El violín solista eventualmente ofrece fragmentos de un recitativo operístico y adquiere un papel cada vez más prominente a medida que avanza el movimiento. El verdadero movimiento lento, marcado Adagio, está en sol mayor. Se trata de un dúo largo y relajado escrito para violín y violonchelo, con una importante parte de obbligato para flauta dando color a la orquestación de acompañamiento. Se cierra con una extensa cadenza para los dos solistas de cuerda.

### III.Menuet – Trio
El tercer movimiento, Menuet – Trio, está en do mayor, en compás de 3/4 y adopta una forma ternaria de minueto con trío. El majestuoso minueto avanza sin incidentes hasta la sección de trío, en la que el violonchelo solista y la trompa dialogan entre sí desde sus respectivos rincones de la orquesta.

### IV.Finale. Allegro
El cuarto y último movimiento, Finale. Allegro, retoma la tonalidad inicial y el compás es 2/4. El Finale, como las anteriores sinfonías, contiene numerosos pasajes solistas para casi todos los instrumentos, pero aquí se intensifica hasta llegar a un punto en el que hay un intercambio de solos y tutti en cada compás. Por primera vez en esta sinfonía, suenan la flauta y el oboe al mismo tiempo. Recuerda un poco a un aria barroca, con los instrumentos solistas (casi todos los intérpretes principales, al final de la obra) manejando tratamientos cada vez más floridos del bullicioso tema. La recapitulación se acentúa notablemente con fanfarrias de trompa.